# 真魚八重子
真魚 八重子（まな やえこ）は、日本の映画評論家・映画ライター。愛知県生まれ。
大学で宗教学を専攻後、名古屋シネマテークで映写技師の仕事に就く。2005年に名古屋シネマテークを退職後、上京。現在は映画評論家として活動する。朝日新聞映画欄、キネマ旬報、週刊文春CINEMA、夜リラタイム他、映画パンフレットなどで執筆。

## 著書

### 単著
- 『映画系女子がゆく!』（青弓社、2014年）
- 『映画なしでは生きられない』（洋泉社、2016年）（アドレナライズ電子書籍版、2024年）
- 『バッドエンドの誘惑 なぜ人は厭な映画を観たいと思うのか』（洋泉社、2017年）（アドレナライズ電子書籍版、2024年）
- 『血とエロスはいとこ同士 エモーショナル・ムーヴィ宣言』（Pヴァイン〈ele-king books〉、2020年）
- 『心の壊し方日記』（左右社、2022年）

### 共著
- 『市川崑大全』（洋泉社、2008年）
- 『日本映画は生きている 監督と俳優の美学　映画監督・勝新太郎論』（岩波書店、2010年）
- 『江戸川乱歩映像読本』（洋泉社、2014年）
- 『心が疲れたときに観る映画』（立東舎、2017年）
- 『ジョン・カーペンター 読本』（boid、2018年）
- 『別冊映画秘宝 決定版ツイン・ピークス究極読本』（洋泉社、2018年）
- 『三船敏郎全映画 (映画秘宝COLLECTION)』（洋泉社、2018年）
- 『USムービー・ホットサンド ──2010年代アメリカ映画ガイド』（フィルムアート社、2020年）
- 『ダリオ・アルジェント――『サスペリアの衝撃』 (ele-king books)』（Pヴァイン、2023年）
- 『デヴィッド・クローネンバーグ　進化と倒錯のメタフィジックス（ele-king cine series）』（Pヴァイン、2023年）
- 『誰かと日本映画の話をしてみたい(ele-king books) 』（Pヴァイン、2024年）